# Live Aid
Live Aid foi um concerto realizado em 13 de julho de 1985. O evento foi organizado por Bob Geldof e Midge Ure com o objetivo de arrecadar fundos a fim de acabar com a fome na Etiópia. Os shows foram realizados no Wembley Stadium em Londres (com uma plateia de aproximadamente 82 000 pessoas) e no John F. Kennedy Stadium na Filadélfia (aproximadamente 99 000 pessoas). Alguns artistas apresentaram-se também em Sydney, Moscou e no Japão. Foi uma das maiores transmissões em larga escala por satélite e de televisão de todos os tempos — estima-se que quase dois bilhões de espectadores, em mais de 100 países tenham assistido a apresentação ao vivo.

## Origens
O concerto foi concebido como a continuação de outro projeto de Geldof e Ure, o bem-sucedido compacto "Do They Know It's Christmas?", gravado por uma conjunção de músicos britânicos e irlandeses sob o nome "Band Aid".
A participação do promotor de eventos musicais Harvey Goldsmith foi primordial para transformar os planos de Geldof e Ure em realidade, e o evento foi crescendo e ganhando visibilidade enquanto vários artistas ingleses e norte-americanos concordavam em participar. Quanto ao montante final arrecadado, superou em muito as expectativas iniciais de 1 milhão de libras: estima-se que tenha ultrapassado os 150 milhões de libras (aproximadamente 283,6 milhões de dólares). Em reconhecimento a seus esforços, Geldof seria posteriormente condecorado com a ordem de "Cavaleiro do Império Britânico".

## Esforço participativo
O concerto começou às 12 horas (horário local) em Wembley, Inglaterra, e continuou no JFK Stadium (nos Estados Unidos) às 13h51. As apresentações no Reino Unido terminaram às 22h00, enquanto que no JFK a conclusão deu-se às 04h05 da madrugada. Conclui-se então que o concerto teve 16 horas, mas uma vez que as apresentações de muitos artistas aconteceram simultaneamente no Wembley e no JFK, a soma final é bem maior.
Nenhum concerto antes havia reunido tantos artistas famosos do passado e do presente (cujos nomes estão listados abaixo). Entretanto, à última hora, alguns músicos já anunciados acabaram não aparecendo, como Tears For Fears, Julian Lennon e Cat Stevens, enquanto Prince mandou em seu lugar um videoclipe da canção "4 The Tears In Your Eyes". Stevens compôs uma canção especialmente para o evento, que nunca chegou a apresentar - se o tivesse feito, seria seu primeiro concerto público após sua conversão ao islamismo. o Deep Purple também deveria se reunir para o evento, mas Ritchie Blackmore recusou-se a participar.
Mick Jagger pretendia originalmente se apresentar nos EUA num dueto intercontinental com David Bowie em Londres, mas problemas de sincronismo impossibilitaram a tarefa. Ao invés disso, Jagger e Bowie criaram um videoclipe da canção que apresentariam juntos, uma versão de "Dancing In The Street". Jagger ainda se apresentou com Tina Turner na seção estadunidense do concerto.
Ambos os eventos principais do concerto terminaram com seus respectivos hinos antifome, o "Do They Know It's Christmas?" da Band Aid no Reino Unido e "We Are The World" do USA For Africa fechando o show nos EUA.
Desde então vários discos e vídeos piratas com os concertos do Live Aid têm circulado livremente. O evento nunca foi planejado para ser lançado comercialmente, mas em novembro de 2004 a Warner Music Group lançou um DVD quádruplo do concerto para tentar dar um fim à pirataria.

## As transmissões
O concerto foi a transmissão televisiva por satélite mais ambiciosa já tentada até então.
Na Europa o sinal foi transmitido pela BBC, apresentado por Richard Skinner e Andy Kershaw e trazendo várias entrevistas e reportagens entre os shows. O sinal da BBC foi transmitido em mono, mas o sinal da BBC Radio 1 saiu em estéreo e em sincronia com as imagens da TV. Devido às constantes atividades tanto em Londres quanto na Filadélfia, os produtores da BBC omitiram a performance de Crosby, Stills, Nash & Young de sua exibição. Vários canais da Europa retransmitiram o evento a partir do sinal da BBC.
A ABC foi a principal responsável pela transmissão nos EUA (embora a própria ABC só tenha exibido as últimas três horas do evento, apresentadas por Dick Clark, com o resto sendo mostrada em parceria com a Orbis Communications). Uma transmissão simultânea em separado foi exibida em estéreo pelo canal a cabo MTV, mas uma vez que existiam poucos aparelhos de TV desse tipo na época e a maioria dos canais de TV não tinham sinal estéreo, grande parte do público assistiu mesmo foi a versão em mono. Enquanto a transmissão da BBC foi ininterrupta, tanto a MTV quanto a ABC incluíram comerciais entre os shows, cortando muitas das sequências do concerto.
Em certo ponto da concerto o apresentador Billy Conolly anunciou que acabara de ser informado que 95% dos aparelhos de TV em todo o mundo estavam sintonizados no evento.
Em 1995 o canal VH1 e o MuchMusic transmitiram uma versão editada do Live Aid em seu 10º aniversário. Em 19 de novembro de 2005 a transmissão original completa da BBC foi exibida em streaming pela internet através de um site não-oficial.

## Melhores momentos no Estádio Wembley
A banda Queen abriu seu show às 18:44, com Bohemian Rhapsody sob intensa ovação, e os maneirismos do vocalista Freddie Mercury levaram toda a plateia no Wembley a bater palmas em uníssono durante Radio Ga Ga e Crazy Little Thing Called Love, além de cantar junto, verso por verso, We Will Rock You e We Are The Champions e participar da "Chamada e Resposta" muito utilizada por Freddie Mercury em suas apresentações ao vivo com a banda. A apresentação da banda acabaria sendo eleita em uma enquete como o "Melhor Show Ao Vivo" já realizado.
Outro momento que chamou a atenção do público foi quando David Bowie apresentou a canção Heroes, a dedicou ao seu filho e também "a todos os nossos filhos, e aos filhos do mundo".
A performance do U2 estabilizou a banda como um dos grupos ao vivo de mais destaque de sua geração - algo que mais tarde os transformaria em superastros. Bono pulou do palco para dançar com uma garota, e por causa disso a banda deixou de tocar uma das três músicas que originalmente iriam apresentar. Em julho de 2005, a garota que dançou com ele revelou que na verdade Bono salvou sua vida. Ela estava sendo esmagada pela multidão que se aglomerava na frente do palco. O vocalista gesticulou freneticamente para que os seguranças a ajudassem, mas eles não entenderam, então Bono pulou do palco para ajudá-la. A cena pode ser vista no DVD do concerto, durante a canção Bad.
A transmissão transatlântica do Wembley Stadium sofreu problemas técnicos e caiu durante a apresentação da canção My Generation do The Who, imediatamente depois de Roger Daltrey cantar "Why don't you all f…" (a última palavra foi cortada quando o gerador explodiu).
Os organizadores do concerto disseram posteriormente que estavam particularmente preocupados em garantir a participação de pelo menos um dos Beatles, preferencialmente Paul McCartney, pois sua importância no cenário musical daria ao movimento uma certa legitimidade aos olhos dos líderes políticos cujas opiniões eles estavam tentando moldar. McCartney concordou em se apresentar e disse que foi "a gerência" - seus filhos - que o convenceram a tomar parte. No evento ele foi o último músico (à parte a conclusão do Band Aid) a subir no palco e enfrentou algumas dificuldades técnicas. Seu microfone não funcionou nos primeiros dois minutos de sua performance ao piano em Let It Be, mal sendo ouvido pelos telespectadores e o público geral no estádio.
Phil Collins se apresentou tanto no Wembley quanto no JFK, utilizando um Concorde para viajar de Londres à Filadélfia. Além de seu próprio set, ele também se apresentou como baterista de Eric Clapton e do Led Zeppelin no JFK. Durante o vôo, Phil se encontrou com a cantora Cher, que não estava sabendo sobre os shows. Ela pode ser vista se apresentando nos EUA com o USA For Africa na conclusão do concerto na Filadélfia.

## Melhores momentos no Estádio JFK

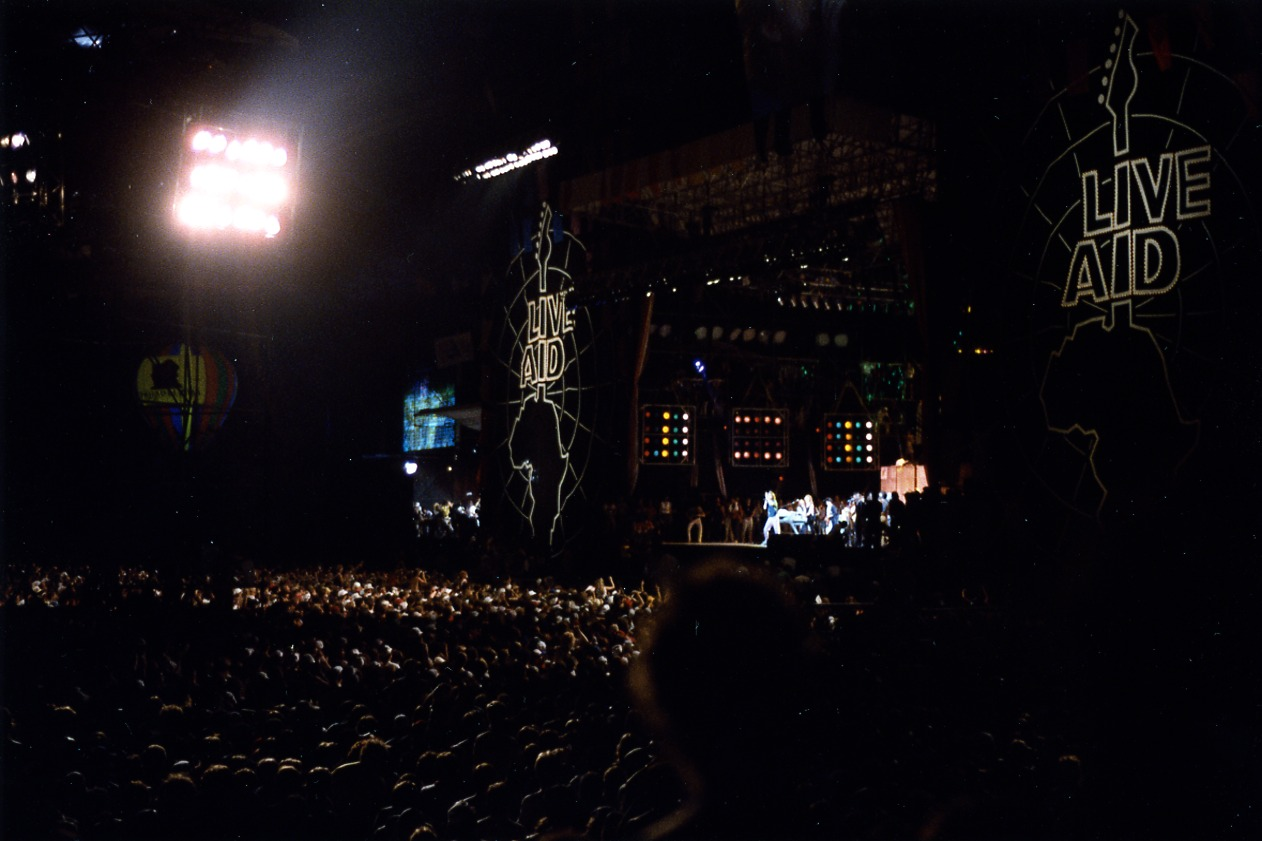
Visão noturna do palco, Filadélfia

Quando a corda da guitarra de Bob Dylan se partiu, Ron Wood tirou sua própria guitarra e a ofereceu a Dylan. Wood ficou parado no palco sem instrumento, e depois de animar a plateia começou a tocar air guitar, inclusive imitando Pete Townshend ao girar seu braço em círculos, até que um assistente de palco lhe trouxe uma outra guitarra. Embora este momento não tenha sido incluído no DVD, a apresentação foi, com imagens que mostram apenas Keith Richards.
O show em JFK apresentou reuniões dos integrantes do Crosby, Stills, Nash & Young e também do Led Zeppelin. Teddy Pendergrass fez sua primeira aparição pública depois de um acidente automobilístico que o deixou paralítico. Pendergrass, juntamente com Ashford & Simpson, tocou "Reach Out And Touch".

## Angariando fundos
Durante os concertos os telespectadores eram chamados a contribuir com a causa do Live Aid. Trezentas linhas telefônicas foram disponibilizadas pela BBC para permitir que doações fossem feitas por cartão de crédito. O número de telefone e o endereço para o envio de cheques eram repetidos a cada vinte minutos.
Quase sete horas depois do início do concerto em Londres, Bob Geldof foi informado de que o montante recebido não passava de 1,2 milhão de libras. Geldof ficou desapontado, e se dirigiu à cabine de transmissão da BBC. Aparecendo depois de uma performance do Queen que ele definiu mais tarde como "absolutamente fantástica", Geldof deu uma entrevista que se tornaria célebre. Ele declarou: "Pessoas estão morrendo NESTE MOMENTO. Nos dê o dinheiro AGORA. Me dê o dinheiro agora". O apresentador da BBC, David Hepworth, tentou então divulgar um endereço para onde as doações poderiam ser enviadas.
No final da tarde, após o set de David Bowie, um vídeo produzido pela CBC foi exibido às plateias em Londres e Filadélfia, assim como nas TVs ao redor do mundo, mostrando crianças etíopes famintas e doentes, com a canção "Drive" do The Cars ao fundo. Após a exibição a proporção de doações foi a mais alta obtida pelo evento. Ironicamente, Geldof se recusara a exibir o vídeo devido à limitações de tempo, e só concordou quando Bowie se ofereceu para encurtar sua apresentação.
Como Geldof mencionou durante o concerto, a República da Irlanda foi a maior doadora per capita, apesar de estar passando por uma grave crise econômica na época. A maior doação individual foi feita pela família real de Dubai. Eles doaram 1 milhão de libras numa conversa telefônica com Bob Geldof.
No dia seguinte os jornais noticiaram que o montante arrecado estava entre 40 e 50 milhões de libras. Atualmente estima-se que esse número tenha chegado a 150 milhões, como resultado direto dos concertos.

## Críticas e controvérsias
Bob Dylan gerou grande polêmica ao comentar durante sua apresentação:
| “ | Eu espero que um pouco desse dinheiro… talvez eles possam pegar um pouquinho, talvez… um ou dois milhões, talvez… e usá-lo para, digamos, pagar os juros que algumas fazendas e, os fazendeiros aqui, devem aos bancos… | ” |

Ele é frequentemente citado erroneamente, como no site da Farm Aid, por ter dito,
| “ | Não seria ótimo se alguém fizesse algo pelos nossos fazendeiros aqui na América? | ” |

Em sua autobiografia, Is That It? (publicada em 1986), Bob Geldof relembrou com amargor a declaração de Dylan:
| “ | Ele demonstrou uma completa falta de discernimento dos problemas levantados pelo Live Aid… o Live Aid era sobre pessoas perdendo suas vidas. Há uma diferença radical entre perder seu meio de vida e perder sua vida. Acabou instigando o surgimento do Farm Aid, o que foi uma boa coisa por si só, mas aquilo foi uma coisa imbecil, estúpida e ufanista de se dizer. | ” |

A banda anarquista Chumbawamba intitulou seu primeiro álbum Pictures of Starving Children Sell Records ("Fotos de Crianças Famintas Vendem Discos"), em 1986. Eles viam o concerto Live Aid com cinismo, sugerindo que os artistas estavam lá mais para se promover do que para ajudar os necessitados. Da mesma forma, a banda americana Faith No More cita o concerto na música "We Care a Lot", em meio a tantos outros problemas sociais diante dos quais a composição demonstra apatia (o título, traduzido como "Nós nos Importamos Muito", é usado de maneira irônica).
Embora admirador confesso da preocupação e generosidade de Geldof, o apresentador Bill O'Reilly da Fox News fez severas críticas à aplicação do dinheiro conseguido para o povo etíope, comentando em junho de 2005 que grande parte dos fundos foram desviados por Mengistu Haile Mariam e seu exército. O'Reilly acredita que organizações de caridade internacionais operando em países necessitados é que deveriam controlar as doações, ao invés de governos muito provavelmente corruptos.
O repórter Tim Russet, ao entrevistar Bono no programa Meet The Press na época dos comentários de O'Reilly, direcionou as preocupações do apresentador ao cantor pop. Bono respondeu que é a corrupção, e não doenças ou fome, o principal problema da África, concordando com a ideia de que organizações estrangeiras deveriam decidir o futuro das doações. Por outro lado, o cantor disse que era melhor continuar investindo em prol dos necessitados do que abandoná-los com medo de um provável roubo.
Outros críticos argumentaram que doações para organizações de caridade acabam também sendo usadas por governos corruptos. Grande parte dos fundos angariados pelo Live Aid foram para ONGs na Etiópia, algumas sob a influência ou controle da junta militar de Derg. Alguns jornalistas sugeriram que Derg foi capaz de usar o dinheiro da Live Aid e do Oxfam para fundar seus programas de resistência armada e "vilarização", com os quais pelo menos 3 milhões de pessoas foram desalojadas e entre 50 000 e 100 000 morreram.

## Artistas que se apresentaram no Live Aid
(em ordem de aparição, sob o horário de verão britânico e com nome da banda e das canções)
W - Wembley Stadium, Londres
JFK - JFK Stadium, Filadélfia

### Wembley Stadium, Londres
- Coldstream Guards - "Royal Salute", "God Save the Queen" (W 12:00);
- Status Quo - "Rockin' All Over the World", "Caroline, "Don't Waste My Time" (W 12:02);
- Style Council - "You're The Best Thing", "Big Boss Groove", "Internationalists", "Walls Come Tumbling Down" (W 12:19);
- Boomtown Rats - "I Don't Like Mondays", "Drag Me Down", "Rat Trap", "For He's A Jolly Good Fellow" (cantada pela plateia) (W 12:44);
- Adam Ant - "Vive Le Rock" (W 13:00);
- Ultravox - "Reap the Wild Wind", "Dancing with Tears in My Eyes", "One Small Day", "Vienna" (W 13:16);
- Spandau Ballet - "Only When You Leave", "Virgin", "True" (W 13:47);
- Elvis Costello - "All You Need Is Love" (W 14:07);
- Austria For Afrika (filmado na Áustria) - apresentação, "Warum" (W 14:12);
- Shahrouz Homavaran - "crianças precisam de um lar", (W 14:10);
- Nik Kershaw - "Wide Boy", "Don Quixote", "The Riddle", "Wouldn't It Be Good" (W 14:22);
- Sade - "Why Can't We Live Together", "Your Love Is King", "Is It A Crime" (W 14:55);
- Sting (com Branford Marsalis) - "Roxanne", "Driven To Tears", "Message in a Bottle" (W 15:18);
- Phil Collins - "Against All Odds (Take a Look at Me Now)", "In the Air Tonight" (W 15:27);
- Sting e Phil Collins (com Branford Marsalis) - "Long Long Way To Go", "Every Breath You Take" (W 15:32);
- Howard Jones - "Hide and Seek" (W 15:50)
- Autograph (tocando em Moscou) - "Golovokruzhenie", "Nam Nuzhen Mir" (W 15:55);
- Bryan Ferry (com David Gilmour na guitarra) - "Sensation", "Boys And Girls", "Slave To Love", "Jealous Guy" (W 16:07);
- Band Für Afrika (tocando em Colônia) - "Nackt Im Wind" ("Naked In The Wind"), "Ein Jahr (Es Geht Voran)" ("It Goes Ahead") (W 16:24);
- Paul Young - "Do They Know It's Christmas?" (intro), "Come Back And Stay", "Every Time You Go Away" (W 16:38);
- Paul Young e Alison Moyet - "That's the Way Love Is" (W 16:48);
- U2 - "Sunday Bloody Sunday", "Bad"/"Satellite Of Love"/"Ruby Tuesday"/"Sympathy for the Devil"/"Walk On The Wild Side" (W 17:20);
- Ligação entre os estádios Wembley e JFK;
- Dire Straits' e Sting - "Money for Nothing", "Sultans of Swing" (W 18:00);
- Queen (apresentada pelos comediantes Mel Smith e Griff Rhys Jones) - "Bohemian Rhapsody" (trecho), "Radio Ga Ga", "Hammer to Fall", "Crazy Little Thing Called Love", "We Will Rock You" (trecho), "We Are the Champions" (W 18:44);
- David Bowie (com Thomas Dolby no teclado) - "TVC 15", "Rebel Rebel", "Modern Love", "Heroes" (W 19:22);
- Vídeo editado por Colin Dean da CBC (W 19:41);
- The Who - "My Generation"/"Pinball Wizard", "Love, Reign o'er Me", "Won't Get Fooled Again" (W 20:00);
- Phil Collins e Steve Blacknell - entrevista ao vivo no Concorde (W 20:27);
- vídeo da Noruega - "All of Us" (W 20:44);
- Elton John - "I'm Still Standing", "Bennie and the Jets", "Rocket Man", "Can I Get a Witness" (W 20:50);
- Elton John e Kiki Dee - "Don't Go Breaking My Heart" (W 21:05);
- Elton John, Kiki Dee e Wham! - "Don't Let the Sun Go Down on Me" (W 21:09);
- Conclusão no Wembley Stadium:
a) Freddie Mercury e Brian May (Queen) - "Is This The World We Created?" (W 21:48),
b) Paul McCartney - "Let It Be" (W 21:51),
c) Band Aid (liderada por Bob Geldof) - "Do They Know It's Christmas?" (W 21:54);

### JFK Stadium, Filadélfia
- Bernard Watson - "All I Really Want to Do", "Interview" (JFK 13:51);
- Joan Baez (apresentada por Jack Nicholson) - "Amazing Grace", "We Are the World" (JFK 14:02);
- The Hooters - "And We Danced", "All You Zombies" (JFK 14:12);
- The Four Tops - "Shake Me, Wake Me (When It's Over)", "Bernadette", "It's The Same Old Song", "Reach Out I'll Be There", "I Can't Help Myself (Sugar Pie, Honey Bunch)" (JFK 14:33);
- B. B. King - "Why I Sing The Blues", "Don't Answer The Door", "Rock Me Baby" (JFK 14:38);
- Billy Ocean - "Caribbean Queen", "Loverboy" (JFK 14:45);
- Black Sabbath (apresentado por Chevy Chase) - "Children of the Grave", "Iron Man", "Paranoid" (JFK 14:52);
- Yu Rock Mission (tocando em Belgrado) - "For A Million Years" (JFK 15:10);
- Run-DMC - "Jam Master Jay", "King Of Rock" (JFK 15:12);
- Rick Springfield - "Love Somebody", "State Of The Heart", "Human Touch" (JFK 15:30);
- REO Speedwagon - "Can't Fight This Feeling", "Roll With The Changes" (com The Beach Boys) (JFK 15:47);
- Crosby, Stills and Nash - "Southern Cross", "Teach Your Children", "Suite: Judy Blue Eyes" (JFK 16:15);
- Judas Priest - "Living After Midnight", "The Green Manalishi (With The Two-Pronged Crown)", "You've Got Another Thing Comin'" (JFK 16:26);
- Bryan Adams - "Kids Wanna Rock", "Summer of '69", "Tears Are Not Enough", "Cuts Like a Knife" (JFK 17:02);
- The Beach Boys (apresentado por Marilyn McCoo) - "California Girls", "Help Me, Rhonda", "Wouldn't It Be Nice", "Good Vibrations", "Surfin' USA" (JFK 17:40);
- George Thorogood and the Destroyers / Bo Diddley / Albert Collins - "Who Do You Love", "The Sky Is Crying", "Madison Blues" (JFK 18:26);
- David Bowie e Mick Jagger - "Dancing in the Street" (vídeoclipe, JFK 19:02);
- Simple Minds - "Ghostdancing", "Don't You (Forget About Me)", "Promised You a Miracle" (JFK 19:07);
- The Pretenders - "Time The Avenger", "Message of Love", "Stop Your Sobbing", "Back on the Chain Gang", "Middle of the Road" (JFK 19:41);
- Santana e Pat Metheny - "Brotherhood", "Primera Invasion", "Open Invitation", "By The Pool"/"Right Now" (JFK 20:21);
- Ashford & Simpson - "Solid", "Reach Out and Touch (Somebody's Hand)" (com Teddy Pendergrass) (JFK 20:57);
- Kool & the Gang (vídeo pré-gravado ao vivo) - "Stand Up and Sing", "Cherish" (JFK 21:19);
- Madonna - "Holiday", "Into the Groove", "Love Makes The World Go Round" (JFK 21:27);
- Tom Petty - "American Girl", "The Waiting", "Rebels", "Refugee" (JFK 22:14);
- Kenny Loggins - "Footloose" (JFK 22:30);
- The Cars - "You Might Think", "Drive", "Just What I Needed", "Heartbeat City" (JFK 22:49);
- Neil Young - "Sugar Mountain", "The Needle and the Damage Done", "Helpless", "Nothing Is Perfect", "Powderfinger" (JFK 23:07);
- Power Station - "Murderess", "Get It On" (JFK 23:43);
- Thompson Twins - "Hold Me Now" (JFK 00:21);
- Thompson Twins com Madonna e Nile Rodgers - "Revolution" (JFK 00:25);
- Eric Clapton (com Phil Collins) - "White Room", "She's Waiting", "Layla" (JFK 00:39);
- Phil Collins (após tomar um Concorde da Inglaterra para os EUA) - "Against All Odds (Take a Look at Me Now)", "In the Air Tonight" (JFK 01:04);
- Led Zeppelin (com Tony Thompson, Paul Martinez e Phil Collins) - "Rock and Roll", "Whole Lotta Love", "Stairway to Heaven" (JFK 01:10);
- Crosby, Stills, Nash & Young - "Only Love Can Break Your Heart", "Daylight Again", "Find The Cost Of Freedom"" (JFK 01:40);
- Duran Duran (a última apresentação dos cinco integrantes originais até 2003) - "A View to a Kill", "Union of the Snake", "Save A Prayer", "The Reflex" (JFK 01:45);
- Cliff Richard - "A World of Difference" (ao vivo na BBC, 02:10);
- Patti LaBelle - "New Attitude", "Imagine", "Forever Young", "Stir It Up", "Over The Rainbow", "Why Can't I Get It Over" (JFK 02:20);
- Hall & Oates (com G.E. Smith do Saturday Night Live na guitarra) / Eddie Kendricks / David Ruffin - "Out of Touch", "Maneater", "Get Ready" (com Eddie Kendricks), "Ain't Too Proud to Beg" (com David Ruffin), "The Way You Do the Things You Do", "My Girl" (com Eddie Kendricks e David Ruffin) (JFK 02:50);
- Mick Jagger com Hall & Oates / Eddie Kendricks / David Ruffin - "Lonely At The Top", "Just Another Night", "Miss You" (JFK 03:15);
- Mick Jagger e Tina Turner - "State of Shock", "Brown Sugar", "It's Only Rock 'n Roll (But I Like It)" (JFK 03:28);
- Conclusão no JFK Stadium:
a) Bob Dylan, Keith Richards e Ronnie Wood - "Ballad of Hollis Brown", "When The Ship Comes In", "Blowin' in the Wind" (JFK 03:39),
b) USA for Africa (liderada por Lionel Richie) - "We Are the World" (JFK 3:55)

### Live Aid Sydney
- INXS (tocando em Sydney) - "Original Sin", "Listen Like Thieves", "Kiss the Dirt", "What You Need", "Don't Change";
- Men at Work (tocando em Sydney) - "Maria", "Overkill", "The Longest Night"

### Live Aid Japão
- Loudness (gravado no Japão) - "Gotta Fight" (13:34);
- The Off Course (gravado no Japão) - "Endless Night" (13:36);
- Eikichi Yazawa (gravado no Japão) - "Take It Time" (13:38);
- Motoharu Sano (gravado no Japão) - "Shame" (13:40);

## Gravações e lançamentos
Quando Bob Geldof estava em campanha para convencer os artistas a participar do concerto, ele prometeu que aquele seria um evento único, para jamais ser visto novamente. Essa é a razão do concerto não ter sido gravado em seu formato original completo, e de apenas transmissões televisivas existirem. Após um pedido de Geldof, a ABC chegou inclusive a apagar suas fitas com a transmissão. No entanto, antes de serem apagadas, cópias das fitas da ABC foram doadas ao Instituto Smithsoniano, mas seu destino atual é incerto. A MTV decidiu manter seus registros e localizou recentemente mais de 100 fitas do Live Aid em seus arquivos, mas muitas das canções estão cortadas por comerciais e aparições de VJs.  A BBC também decidiu manter suas gravações, mas muitas das performances nos EUA não foram exibidas pela BBC, e registros do sinal da BBC destes trechos também não existem mais.

### DVD oficial do Live Aid
Uma caixa oficial de quatro DVDs com os concertos do Live Aid foi lançado em 8 de novembro de 2004. Contém 10 horas de filmagens parciais da apresentação de 16 horas. O DVD foi produzido pela empresa de Geldof, a Woodcharm Ltd., e distribuído pela Warner Music Company.
A decisão de finalmente lançá-lo foi tomada por Geldof quase 20 anos depois da apresentação original, depois que ele encontrou várias cópias piratas na internet. O DVD foi motivo de controvérsia devido à decisão da não inclusão de diversas músicas e o lançamento de uma versão editada.
O material mais completo que existe é o da BBC, sendo a principal fonte do DVD. Durante a produção a MTV cedeu à Woodcharm cenas alternativas e seus negativos de segurança; esta foi a fonte reserva das filmagens estadunidenses que aparecem no DVD oficial.
Trabalhando a partir das imagens da BBC e da MTV, diversos níveis de licença dramática foram tomadas, com o propósito de incluir o máximo de material no DVD. Um exemplo é que muitas canções no DVD tiveram suas trilhas sonoras alteradas, principalmente em sequências originalmente com problemas de microfonia. Em um desses momentos, Paul McCartney teve de regravar seus vocais para "Let It Be" em estúdio, quase vinte anos depois da apresentação original, ou então tanto "Let It Be" quanto a conclusão do show em Wembley teriam de ser deixados de fora do DVD por razões de continuidade. A conclusão no JFK também foi alterada, com a versão de estúdio de "We Are The World" substituindo em certos trechos a versão apresentada ao vivo (de fato, se você escutar com atenção poderá perceber os vocais de Kenny Rogers e Jamens Ingram, dois artistas que não participaram do Live Aid).
Decisões judiciais também foram tomadas quanto aos artistas que seriam incluídos e quais deixados de fora, tanto por dificuldades técnicas nas apresentações, falta de imagens originais ou devido aos direitos autorais das músicas. Rick Springfield, The Four Tops, The Hooters, Power Station e Crosby, Stills, Nash & Young, por exemplo, estão entre os artistas excluídos do DVD. Muitas das canções apresentadas também foram deixadas de fora. Como Madonna, que tocou três canções solo mas teve apenas duas incluídas no DVD - "Love Makes the World Go 'Round", que foi composta especialmente para o show, foi omitida.
Houve além disso problemas com alguns artistas. Dois deles foram deixados de fora - Led Zeppelin e Carlos Santana - a pedido dos próprios. A banda Led Zeppelin defendeu sua decisão de não ser incluída alegando que sua performance foi "abaixo do padrão", mas para demonstrar seu apoio, Jimmy Page e Robert Plant doaram parte dos lucros de um DVD do Led Zeppelin para a campanha, enquanto John Paul Jones contribuiu com parte do lucro de sua turnê norte-americana com o grupo Mutual Admiration Society.
Quando do lançamento, o Ministro das Finanças britânico, Gordon Brown, anunciou que o imposto coletado com o DVD seria devolvido às fundações de caridade, aumentando em 5 libras os lucros obtidos com a venda de cada DVD.

### Gravações não-oficiais
Devido à transmissão do Live Aid ter sido assistida por bilhões de pessoas, grande parte do concerto foi gravado em vídeos cassetes por todo o mundo, todos com qualidade variada. Muitos desses registros estão em mono, pois a maioria dos vídeos cassetes da época utilizavam apenas este sistema, e por culpa também, como mencionado anteriormente, da transmissão europeia ter sido em mono. Essas gravações começaram a circular logo após a realização do concerto, e recentemente o material começou a surgir também na internet, em redes de compartilhamento de arquivos. Uma vez que o DVD oficial traz apenas parte do evento, as versões piratas continuam a ser a única fonte de material completo deste importante evento histórico.
Entretanto apenas o DVD oficial reverte seus lucros diretamente para organizações em prol do combate à fome, causa que o concerto pretendia originalmente ajudar.

## Musical
O Live Aid será adaptado e transformado em musical em Londres, em 2024 no Old Vic. Denominado “Just For One Day”, contará a história do concerto, estando programado para ser exibido, de 26 de janeiro a 30 de março de 2024. O musical irá apresentar músicas de Bob Dylan, David Bowie, The Who, U2, Queen, The Police, Elton John, Paul McCartney, The Pretenders, The Cars, Status Quo, Paul Weller, Sade, The Boomtown Rats, Bryan Adams, Diana Ross, Ultravox e muito mais.